# Beijing Tennis Center
Beijing Tennis Center (chiń. 北京网球中心) – kompleks tenisowy w Pekinie, stolicy Chin. Obiekt dysponuje kortami o nawierzchni twardej, a główny kort kompleksu może pomieścić 10 000 widzów.
Obiekt gościł zawody tenisowe podczas letniej uniwersjady w 2001 roku. Przed tą imprezą kompleks został zmodernizowany. W 2004 roku oddano do użytku nowy kort centralny, mogący pomieścić 10 000 widzów na trybunach. W latach 2004–2008 kompleks był areną rozgrywania corocznego turnieju tenisowego China Open (następnie zawody te przeniesiono na China National Tennis Center).